# Basissletta
Die Basissletta (norwegisch für Sockelebene) ist eine kleine vereiste Ebene mit geringfügiger Steigung im ostantarktischen Königin-Maud-Land. Sie liegt nahe dem südwestlichen Ende des Ahlmannryggen zwischen dem Nunatak Pyramiden und dem Berg Stamnen.
Norwegische Kartografen, die sie deskriptiv benannten, kartierten die Ebene anhand von Vermessungen und Luftaufnahmen der Norwegisch-Britisch-Schwedischen Antarktisexpedition (1949–1952).